# Platyscytisca
Platyscytisca is een geslacht van wantsen uit de familie van de Miridae (Blindwantsen). Het geslacht werd voor het eerst wetenschappelijk beschreven door Costa & Henry in 1999.

## Soorten
Het genus bevat de volgende soorten:

- Platyscytisca bergmannae Costa & Henry, 1999
- Platyscytisca nelsoni Henry & Costa, 2003